# Ціна ресурсу при його стійкому (невиснажливому) використанні
Ціна ресурсу при його стійкому (невиснажливому) використанні — дорівнює сумі додаткових (прирощених) витрат на постачання (видобуток) ресурсу,  реабілітацію пошкоджених або втрачених при видобутку  екосистем, за шкоду населенню від забруднення навколишнього середовища при використанні або переробці ресурсу, за  компенсацію втрачених цінностей існування, компенсацію інших додаткових витрат, пов'язаних з отриманням позитивних неринкових вигод (збереження нафти для використання майбутніми поколіннями або цінностей існування біоресурсів для населення) і питомих капітальних витрат, пов'язаних з розробкою ресурсу.

## Ресурси Інтернету
- Економічна цінність природи  [Архівовано 27 вересня 2013 у Wayback Machine.]
- Еколого-економічний словник  [Архівовано 27 червня 2013 у Wayback Machine.]
- Концепция общей экономической ценности природных благ  [Архівовано 26 березня 2014 у Wayback Machine.]
- Традиционные и косвенные методы оценки природных ресурсов